# Pont Bac de Roda
Le pont Bac de Roda ou pont de Calatrava assure la liaison entre les districts de Sant Andreu et Sant Martí à Barcelone, dans la communauté autonome de Catalogne en Espagne.

## Descriptif
Premier pont conçu par l'architecte Santiago Calatrava entre 1985 - 1987 pour les Jeux olympiques d'été de 1992 à Barcelone, il fut considéré comme le point de départ des grands projets et une figure de la période pré-olympique de la ville. Les élus de l'époque souhaitaient que ce passage devienne un symbole de la nouvelle politique urbaine qui tenait à régénérer ces parties de la ville délaissées par les touristes.
Le pont Bac de Roda permet le passage des véhicules et des piétons de la rue Felipe II et de la rue Bac de Roda au-dessus d'une ligne de chemin de fer. L'ouvrage se compose de deux doubles arches en acier latérale obliques auxquelles est suspendu un tablier de 129 m au total comprenant quatre voies de circulation et deux voies pour piétons et vélos.
Ce pont a remporté le prix FAD dans la catégorie architecture en 1987, la première fois qu'un travail d'ingénieur était primé à ce concours, et fut finaliste au concours Mies van der Rohe Award pour l'Architecture européenne en 1988,.

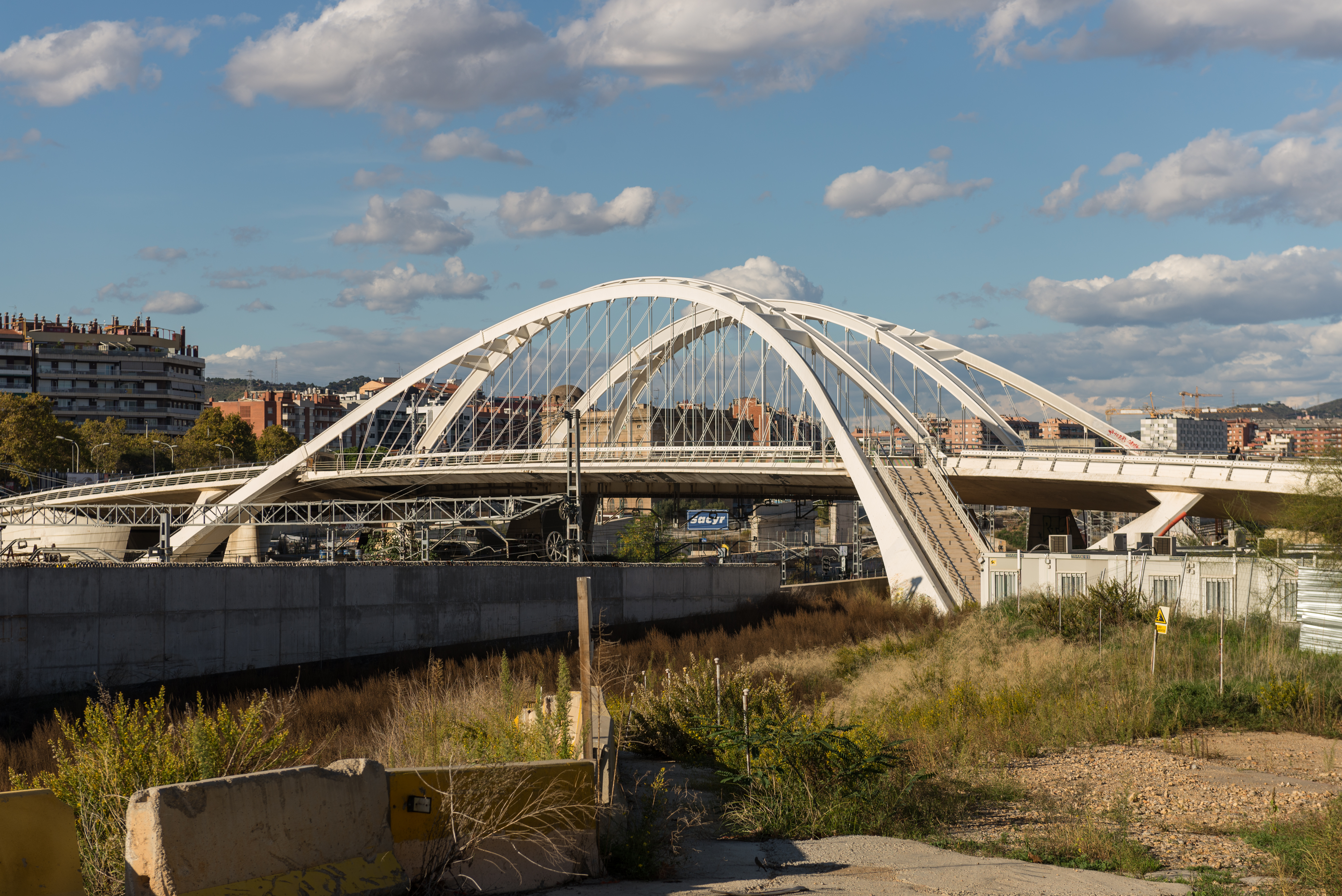
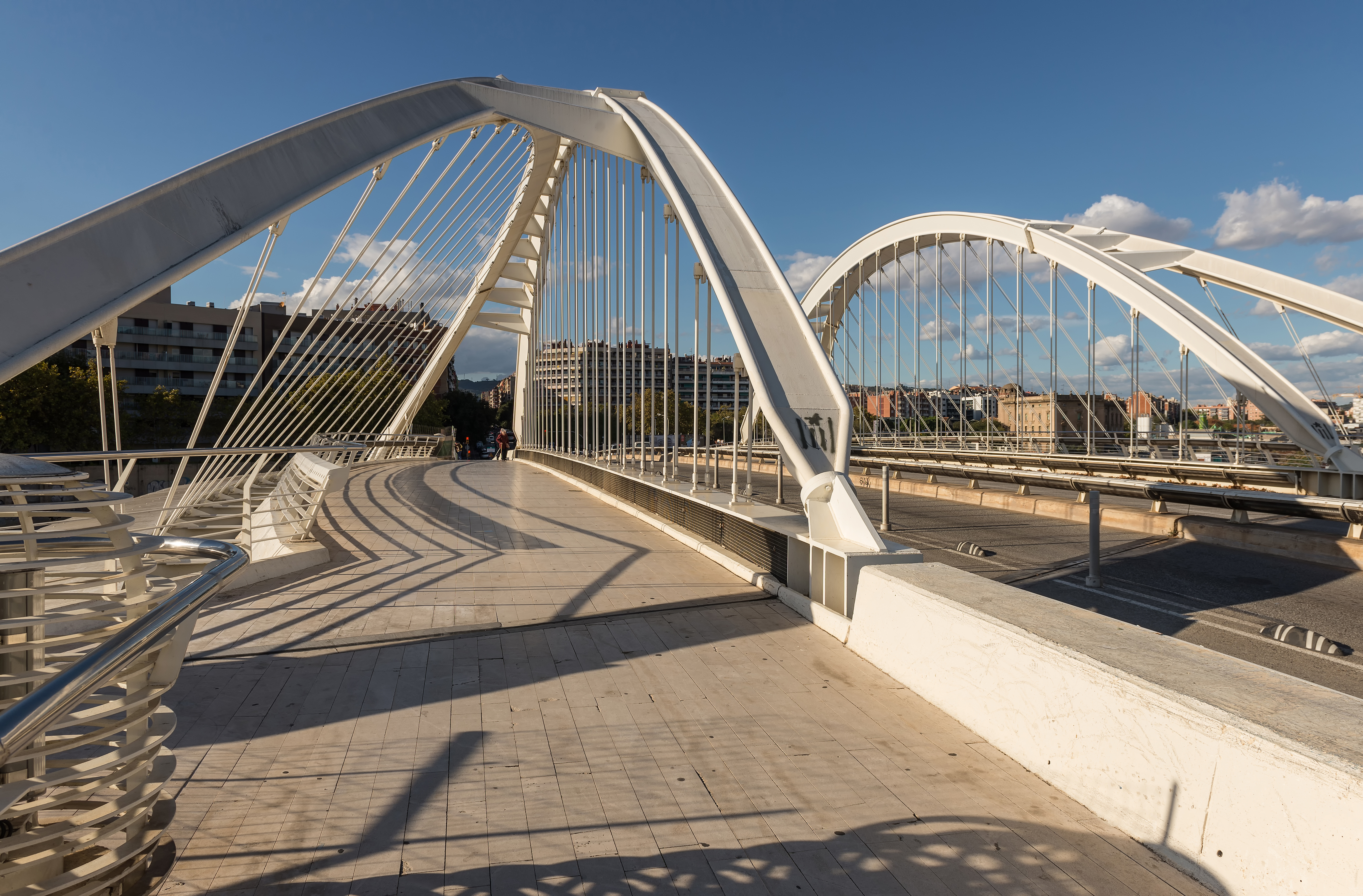
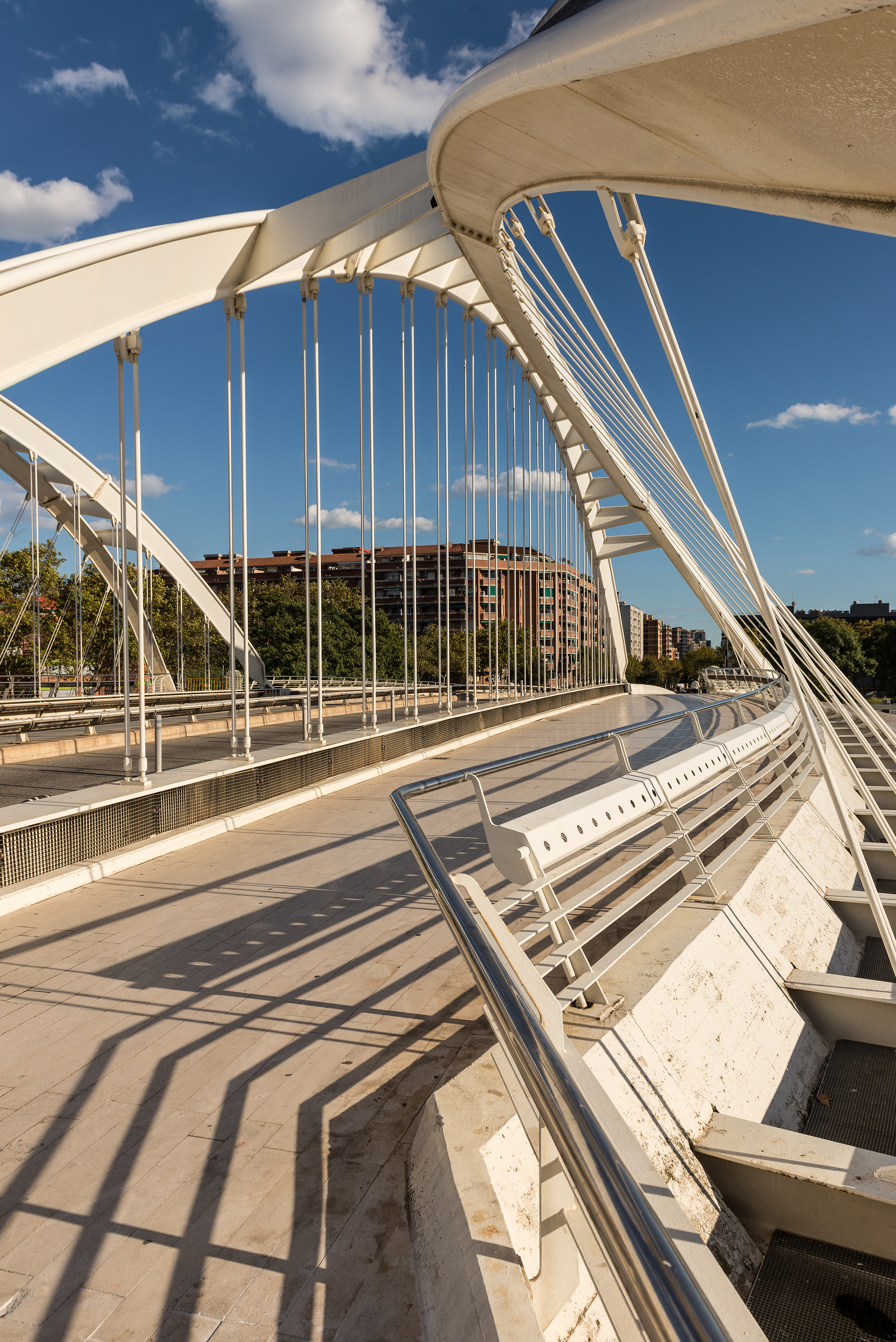
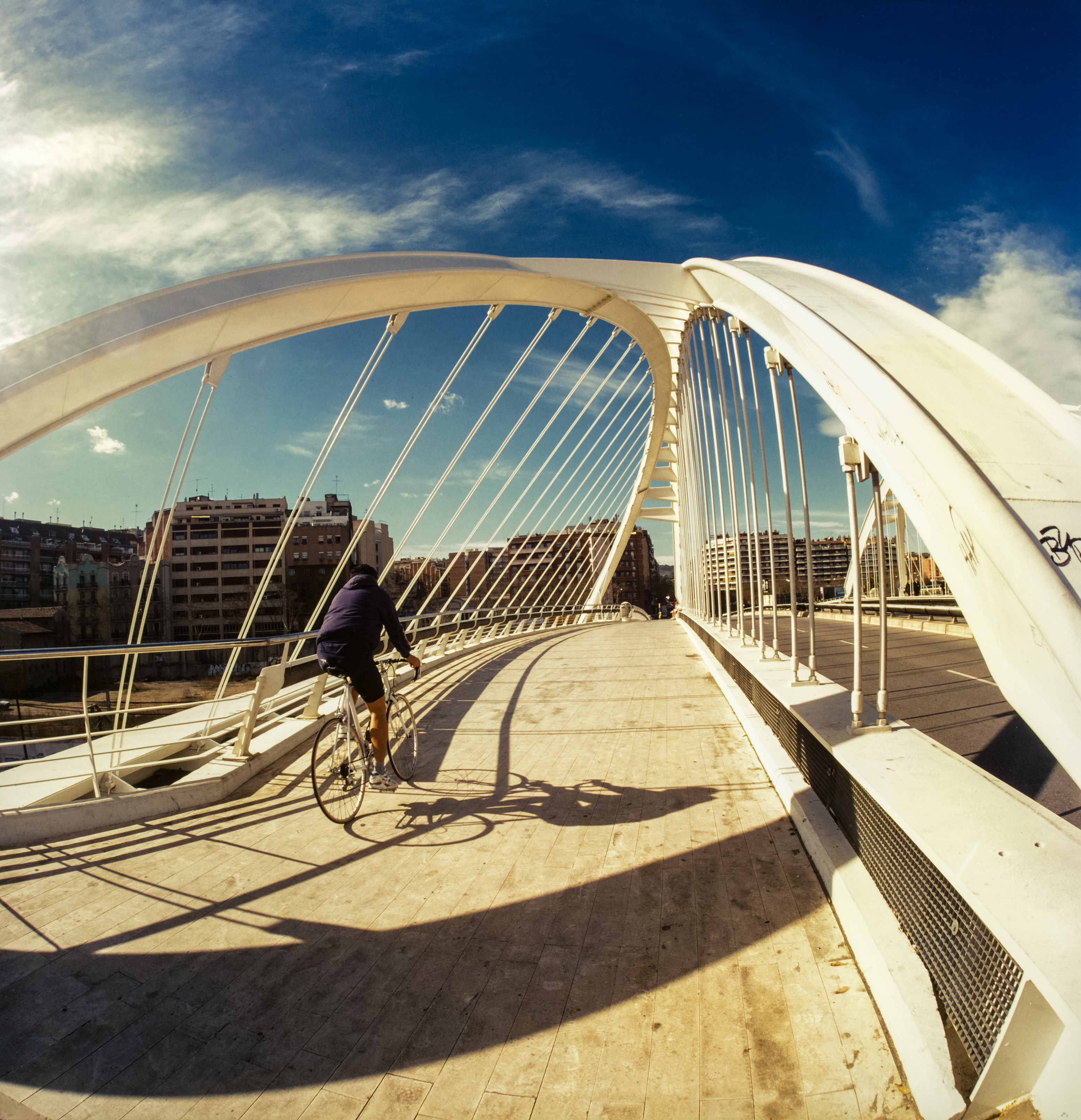